# Madeleine Boullogne

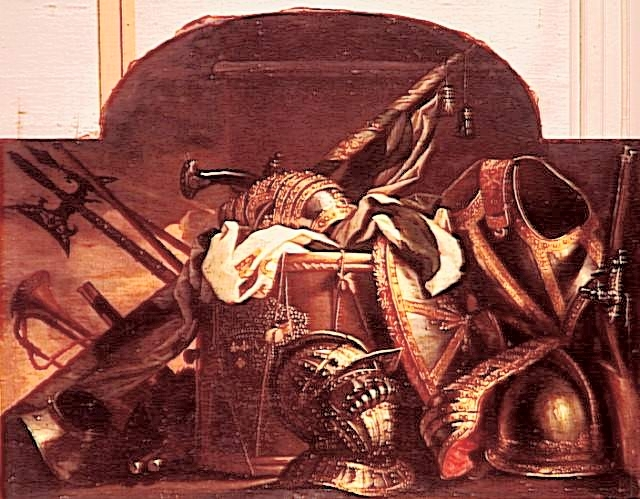
Trofei d'armi e strumenti militari (1672 circa)

Madeleine Boullogne,   o Boullongne o Boulogne (Parigi, 24 luglio 1646 – Parigi, 30 gennaio 1710), è stata una pittrice francese, membro dell'Académie royale de peinture et de sculpture.

## Biografia
Figlia di Louis Boullogne e sorella di Bon, Geneviève e Louis, si formò alla scuola del padre. Lavorò, assieme alla sorella Geneviève, alla decorazione dei Grandi appartamenti della Reggia di Versailles.
Il 7 dicembre 1669 fu ammessa all'Académie royale de peinture et de sculpture, assieme alla sorella.
Dipinse principalmente soggetti di genere e nature morte, in particolare di fiori e vanitas.

## Alcune Opere
- Trofei d'armi e strumenti militari, sovrapporta, 1672 circa, Anticamera della regina, Grandi appartamenti, Reggia di Versailles, Versailles
- Trofei d'armi e strumenti militari, sovrapporta, 1672 circa, Anticamera della regina, Grandi appartamenti, Reggia di Versailles, Versailles[4]
- Trofei d'armi e strumenti militari, sovrapporta, 1672 circa, Anticamera della regina, Grandi appartamenti, Reggia di Versailles, Versailles[5]